# ヴァイオリン協奏曲

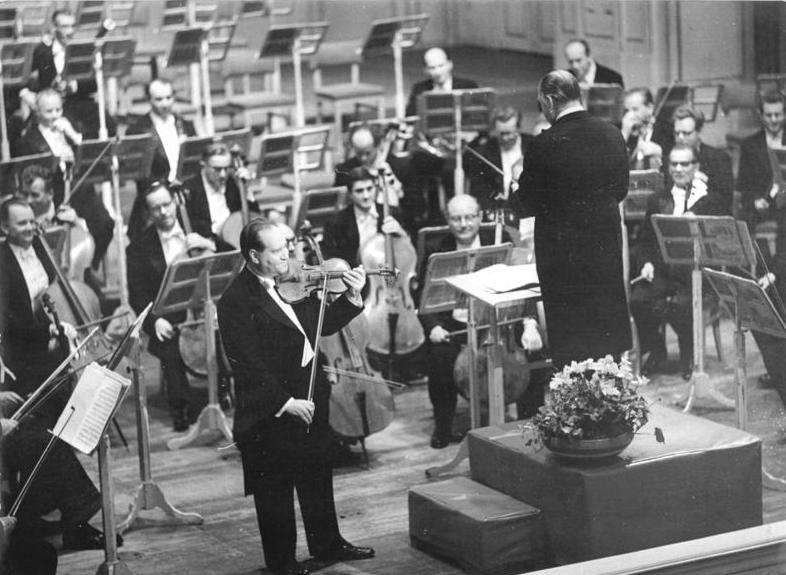
ヴァイオリン協奏曲を演奏するダヴィッド・オイストラフ

ヴァイオリン協奏曲（ヴァイオリンきょうそうきょく）は、ヴァイオリンのための協奏曲。
通常はヴァイオリン独奏者（ソリスト）と管弦楽による伴奏によって構成される。まれに複数のヴァイオリン奏者がいる場合もある。バロックの時代から現代まで、多くの著名な作曲家がヴァイオリン協奏曲を作曲しており、協奏曲の重要なジャンルとみなされている。
ヴァイオリン協奏曲のなかには、管弦楽ではなくて室内楽の編成による伴奏を伴うものもある。たとえばヴィヴァルディのL'estro armonicoは、4つのヴァイオリン、2つのヴィオラ、チェロ、通奏低音のための作品であり、またアラン・ペッタション（Allan Pettersson）の第1番はヴァイオリンと弦楽四重奏のための作品である。
| メンデルスゾーン ヴァイオリン協奏曲 第一楽章 チャイコフスキー ヴァイオリン協奏曲 第三楽章 |

## 主な作曲家と作品
日本では、ベートーヴェンのヴァイオリン協奏曲 ニ長調 作品61、メンデルスゾーンのヴァイオリン協奏曲 ホ短調 作品64、ブラームスのヴァイオリン協奏曲 ニ長調 作品77、チャイコフスキーのヴァイオリン協奏曲 ニ長調 作品35、 の4曲のうち3曲を「三大ヴァイオリン協奏曲」又は4曲まとめて「四大ヴァイオリン協奏曲」と呼ぶことがある（シベリウスのヴァイオリン協奏曲ニ短調 作品47を加えて「五大ヴァイオリン協奏曲」とする例もある）。
- アッテルベリ - 1曲（ホ短調 作品7（オランダ語版））
- 池野成 - ラプソディア・コンチェルタンテ
- 伊福部昭 - 『ヴァイオリンと管弦楽のための協奏風交響曲』、第2番
- ヴィヴァルディ - 作品4『ラ・ストラヴァガンツァ』（全12曲）、作品8『和声と創意の試み』（全12曲、『四季』の4曲を含む）、他多数。
- ヴィエニャフスキ - 2曲（1、2）
- ヴィエレツキ - 『コンチェルト・カンタービレ』
- ヴィオッティ - 29曲（第22番が有名）
- ウォルトン - 1曲
- ヴォーン・ウィリアムズ - ニ短調
- ヴュータン - 7曲（1、2、3、4、5、6、7）
- エルガー - ロ短調 op.61
- 小倉朗 - 1曲
- カバレフスキー - ハ長調 作品48
- 貴志康一 - 1曲
- クセナキス - 『ドクス・オーク』
- グバイドゥーリナ - 『オッフェルトリウム』、『今この時の中で』
- グラス - 2曲（1（英語版）、2（英語版））
- グラズノフ - イ短調、ニ長調
- コセンコ - 1曲
- コリリアーノ - 映画『レッド・バイオリン』の主題による協奏曲
- ゴルトマルク - 第1番
- コルンゴルト - ニ長調 op.35
- サーリアホ - 『グラール・テアトル』
- 三枝成彰 - 『雪に蔽われた伝説』
- 佐藤聰明 - 『ヴァイオリン協奏曲』
- サン＝サーンス - 第1番、 第2番 、第3番
- シェッフェル - 番号付きは5曲、そのほかに「ヴァイオリンとオーケストラのためのレオポリス」、「ヴァイオリンとアンサンブルのためのイマゴ・ムジカエ」、「ヴァイオリンと弦楽五重奏のための協奏曲」、「ヴァイオリンとホーミー合唱のための協奏曲」がある。特殊調弦を施したヴァイオリンを使うことがある。
- シェーンベルク - 1曲
- シチェドリン - コンチェルト・カンタービレ
- シベリウス - ニ短調
- シマノフスキ - 2曲（第1番 Op.35、第2番 Op.61）
- シャリーノ - 『夜の寓話』、『人工四季』
- シューマン - ニ短調
- シュトラウス - 1曲
- シュポーア - 15曲
- ショスタコーヴィチ - 2曲（1、2）
- ジョリヴェ- 1曲
- ストラヴィンスキー - ニ調
- スミルノフ - 3曲
- セッションズ - 2曲（1曲（英語版））
- セルシュニテ - 『ヴォルテックス』
- 武満徹 - 『遠い呼び声の彼方へ!』、『ノスタルジア』（ヴァイオリンと弦楽合奏のための）、『スペクトラル・カンティクル』（ヴァイオリンとギター、オーケストラのための）
- タネーエフ -  作品28
- チャイコフスキー - ニ長調
- ティシチェンコ
- ディーリアス- 1曲
- ディロン - 『春のシャワー』
- デュティユー - 『夢の樹』
- テレマン - 15曲。イ長調 『蛙』TWV 51:A4など
- トゥール - 『ヴァイオリン協奏曲』
- ドヴォルザーク - イ短調
- ドホナーニ - 2曲
- ニールセン - 1曲
- 西村朗 - 第1番『残光』、『悲の河I』（ヴァイオリンと弦楽合奏のための）、『霧の鏡』（ヴァイオリンと弦楽合奏のための）、第2番『マニの光』
- バーバー - 作品14
- ハイドン - 真作は4曲
- パガニーニ - 6曲（第1番、第2番が有名、第6番はヴァイオリンパートのみ現存、失われた協奏曲もあると伝えられる。その他、現時点で存在が発見されている協奏作品が23曲（変奏曲も含む）。春のソナタ イ長調、ナポレオン・ソナタ 変ホ長調など。変奏曲は、“魔女たちの踊り”Op.8、“ロッシーニの「シンデレラ」の主題の変奏曲”Op.12、“モーゼ幻想曲”、“ベニスの謝肉祭の変奏曲”、“ロッシーニの「タンクレディ」のアリアの変奏曲”などが有名。）
- ハチャトゥリアン - ニ短調
- J・S・バッハ - ヴァイオリン協奏曲(第1番 BWV 1041、第2番 BWV 1042)、2つのヴァイオリンのための協奏曲 BWV 1043、オーボエとヴァイオリンのための協奏曲 BWV 1060(元々は2台のチェンバロのための協奏曲の編曲版である)
- バルトーク - 2曲（1、2）
- ヒグドン - １曲
- ピツェッティ- 1曲
- ヒンデミット - 室内音楽第4番op.36-3、ヴァイオリン協奏曲(1939年)
- ヒルボルィ - 『ヴァイオリン協奏曲』
- ファーニホウ - 『地層』（ヴァイオリンと室内管弦楽のための）
- フーバー - 『テンポラ』
- フバイ - 4曲
- プフィッツナー - 1曲
- ブラームス - ニ長調
- ブライアン - 1曲
- ブリテン - 1曲
- ブルッフ - 3曲（1、2、3）、スコットランド幻想曲
- プロコフィエフ - 2曲（1、2）
- ブロッホ - 1曲[4]
- 別宮貞雄 - 1曲
- ベートーヴェン - ニ長調
- ベリオ - 10曲
- ベルク - ある天使の思い出に
- ヘンツェ - 3曲
- ペンデレツキ - 『ヴァイオリン協奏曲』
- 細川俊夫 - 『ランドスケープIII』
- マリピエロ - 2曲（１)[4]
- マルタン- 1曲[4]
- マルティヌー - 2曲
- マルティノン - 2曲
- ミャスコフスキー - ニ短調 Op.44
- ミヨー - 3曲
- 三善晃 - 1曲
- メノッティ - イ短調
- メンデルスゾーン - 2曲（ホ短調、ニ短調）
- 望月京 - 『ホメオボックス』（ヴァイオリン、ピアノと管弦楽のための）
- モーツァルト - 真作は5曲（変ロ長調 K. 207、ニ長調 K. 211、ト長調 K. 216、ニ長調 K. 218「軍隊」、イ長調 K. 219「トルコ風」）
- モーラン - 1曲
- 諸井三郎 - 1曲
- ヤナーチェク - ヴァイオリン協奏曲『魂のさすらい』
- 湯浅譲二 - 『イン・メモリー・オブ・武満徹』
- ヨアヒム - 3曲
- ライネッケ - 1曲
- ラヴェル - 「ツィガーヌ」
- ラフ - 2曲
- ラロ -  第1番 、スペイン交響曲（第2番）、他3曲
- リゲティ - 1曲
- リーム - 『歌われし時』
- ルトスワフスキ - 『チェーン2』、『パルティータ』、ヴァイオリン協奏曲（未完）
- レスピーギ- -  グレゴリオ協奏曲
- レーガー -  イ長調
- ロージャ - 3曲（第1番、第2番 作品24、作品29）
- ローデ(ロード)-13曲